# Sabrosa
Sabrosa est une municipalité portugaise située dans le district de Vila Real et dans la région Nord.

## Géographie
Sabrosa est limitrophe :
- au nord, de Vila Pouca de Aguiar,
- à l'est, d'Alijó,
- au sud-est, de São João da Pesqueira,
- au sud, de Tabuaço et Armamar,
- à l'ouest, de Peso da Régua et Vila Real.

## Histoire
La municipalité a été créée en 1836, par démembrement partiel de la municipalité de Vila Real.

## Démographie
| 1801 | 1849  | 1900   | 1930   | 1960   | 1981  | 1991  | 2001  | 2004  |
| ---- | ----- | ------ | ------ | ------ | ----- | ----- | ----- | ----- |
| -    | 5 412 | 14 038 | 12 576 | 12 903 | 9 050 | 7 478 | 7 032 | 6 835 |

| 2011  | - | - | - | - | - | - | - | - |
| ----- | - | - | - | - | - | - | - | - |
| 6 361 | - | - | - | - | - | - | - | - |

## Subdivisions
La municipalité de Sabrosa groupe 15 paroisses (freguesia, en portugais) :
- Celeirós (pt)
- Covas do Douro (pt)
- Gouvães do Douro (pt)
- Gouvinhas
- Parada de Pinhão (pt)
- Paradela de Guiães (pt)
- Paços (pt)
- Provesende (pt)
- Sabrosa (pt)
- São Cristóvão do Douro (pt)
- São Lourenço de Ribapinhão (pt)
  - Delgada
  - Paredes
  - Saudel
  - Vilar de Celas, un ancien fief de l'ordre du Temple[2]
- São Martinho de Antas (pt)
- Souto Maior (pt)
- Torre do Pinhão (pt)
- Vilarinho de São Romão (pt)

## La ville
La ville de Sabrosa proprement dite s'étend sur 868 ha et compte 1 330 habitants. Elle est connue pour être la ville natale de Fernand de Magellan. Tous les historiens s'accordent cependant pour dire qu'il n'en est rien. Elle est également la ville d'origine de José Carneiro Junior de Chassanhão né le 2 octobre 1955.

## Jumelages
Cadaujac (France) depuis 1997